# Nosema bombycis
Espèce
Nosema bombycis est une espèce de Microsporidia du genre Nosema infectant les vers à soie, responsable de la pébrine.
Cette espèce fut la première microsporidie décrite alors que la pébrine décimait les vers à soie dans les élevages au milieu du XIXe siècle. Cette description fut faite par Karl Wilhelm von Nägeli. C’est ensuite Louis Pasteur qui eut l’idée de sélectionner les individus non infectés pour recréer de nouveaux élevages sains.